# Amour (Verlaine)
Pour les articles homonymes, voir Amour (homonymie).
Amour est le titre du sixième recueil poétique en vers de Paul Verlaine, publié en 1888 chez l'éditeur Léon Vanier. 
Recueil au cœur du triptyque poétique religieux inauguré par Sagesse (1880) et achevé par Bonheur (1891), il comprend des poèmes rédigés à la même époque que Sagesse, et divergents par leur inspiration, comme le lamento en vingt-cinq poèmes Lucien Létinois, opposé au cycle de pièces annonçant Dédicaces, autre recueil de l'auteur paru en 1890.

## Genèse et publication du recueil
Paul Verlaine dédicace ce recueil à son fils, Georges Verlaine:

« Ce livre ira vers toi comme celui d’Ovide

S’en alla vers la Ville.

Il fut chassé de Rome ; un coup bien plus perfide

Loin de mon fils m’exile.

Te reverrai-je ? Et quel ? Mais quoi ? moi mort ou non,

Voici mon testament :

Crains Dieu, ne hais personne, et porte bien ton nom

Qui fut porté dûment. »

### Éditions modernes de référence
- Œuvres poétiques complètes, texte établi et annoté par Y.-G. Le Dantec, Bibliothèque de la Pléiade, Gallimard, 1938 ; complété et présenté par Jacques Borel, 1962.
- Œuvres complètes, présentation chronologique d'après manuscrits, textes originaux et variantes, par Jacques Borel et Samuel Silvestre de Sacy, 2 vol., Paris, Le Club Du Meilleur Livre, 1959.